# Agustín Jerónimo de Iturbide
Don Agustín Jerónimo de Iturbide y Huarte, principe imperiale del Messico (Valladolid, 30 settembre 1807 – New York, 18 gennaio 1866), era il figlio del primo imperatore messicano Agustín I, l'erede legittimo del primo Impero messicano ed un membro della casata imperiale di Iturbide; più avanti nella vita nella sua vita prestò servizio come ufficiale militare in Sud America e lavorò anche come diplomatico per gli Stati Uniti Messicani alle ambasciate messicane negli Stati Uniti d'America e a Londra dopo aver terminato la carriera militare in Sud America..

## Nascita ed infanzia
Agustín Jerónimo de Iturbide y Huarte nacque nella città di Valladolid nello stato di Michoacán nella Nuova Spagna. I suoi genitori, Agustín de Iturbide e Ana María de Huarte y Muñiz, erano aristocratici spagnoli-baschi e possedevano grandi appezzamenti di terreno agricolo, le due hacienda di Apeo e Guaracha nonché altra terra nella vicina Quirio. Agustín ebbe altri diversi fratelli e sorelle, che includono:
- Sabina de Iturbide y Huarte
- Juana María de Itrubide y Muñiz
- Josefa de Iturbide y Huarte
- Ángel de Iturbide y Huarte
- Jesus de Iturbide y Huarte
- María de Jesus de Iturbide y Huarte
- María de los Dolores de Iturbide y Huarte
- Salvador de Iturbide y Huarte
- Felipe Andrés María Guadalupe de Iturbide y Huarte
- Agustín Cosme de Iturbide y Huarte

Trascorse la sua prima infanzia con sua madre e gli altri fratelli e sorelle nelle loro due hacienda poiché suo padre stava combattendo nella guerra d'indipendenza del Messico ed era poco a casa con i suoi figli. Alla fine fu in grado di edificare una coalizione militare e politica di successo e riuscì a catturare Città del Messico il 27 settembre 1821, terminando in modo decisivo la guerra. Il 19 maggio 1822 suo padre fu eletto imperatore del Messico dal Congresso Messicano, il giovane Agustín divenne, come riferito, così stordito che non riusciva a stare in piedi quando seppe la notizia dell'elezione di suo padre ad imperatore della nuova nazione.
Soltanto tre giorni dopo il 22 giugno 1822, il giovane Agustín fu creato erede legittimo al trono con il titolo di principe imperiale del Messico che comportava il trattamento di altezza imperiale e il titolo onorifico di "Don". Tutti gli altri fratelli e sorelle ricevettero il titolo di principe o principessa del Messico, con il trattamento di altezza. La nuova famiglia imperiale si trasferì nel palazzo di Iturbide a Città del Messico, dove Agustín de Iturbide aveva vissuto quando era Presidente della Reggenza.
Agustín de Iturbide fu deposto il 19 marzo 1823 nel Piano di Casa Mata, avviato da due generali Antonio López de Santa Anna e Guadalupe Victoria; successivamente l'intera famiglia imperiale fu costretta a fuggire dal paese e partì per l'Europa nella nave inglese Rawlins poco dopo il successo del colpo di Stato.

## Post monarchia
La famiglia imperiale si recò prima a Livorno nel granducato di Toscana ma alla fine fu costretto a lasciare dalle autorità a causa della pressione da parte dell'impero spagnolo. L'ex famiglia reale si trasferì poi riluttante nel Regno Unito. Qui, Agustín frequentò il facoltoso collegio cattolico di Ampleforth, situato nel North Yorkshire. Agustín de Iturbide fu infine convinto da fazioni politiche conservatrici a tornare in Messico e Don Agustín fu lasciato ai suoi studi in Inghilterra con alcuni dei suoi fratelli e sorelle. Agustín de Iturbide ritornò nella sua terra natia con sua moglie e due di loro figli il 14 luglio 1824, ma fu catturato e giustiziato poco dopo. Alla morte di suo padre diventò il titolare imperatore messicano e sarebbe stato un pretendente all'impero di suo padre per quarant'anni fino alla fondazione del Secondo Impero messicano sotto Massimiliano.